# Vega de Pas
Vega de Pas è un comune spagnolo di 881 abitanti situato nella comunità autonoma della Cantabria, comarca di Valles Pasiegos.